# Bill Kirschbaum
Bill Kirschbaum (n. 5 noiembrie 1902, Maine, SUA – d. 29 aprilie 1953, San Mateo, California, SUA) a fost un înotător ce a reprezentat Statele Unite ale Americii, medaliat olimpic. A participat la o ediție a Jocurilor Olimpice (1924) în care a câștigat două medalii de bronz.